# Lacon punctatus
Lacon punctatus là một loài bọ cánh cứng trong họ Elateridae. Loài này được Herbst miêu tả khoa học năm 1779.

## Hình ảnh

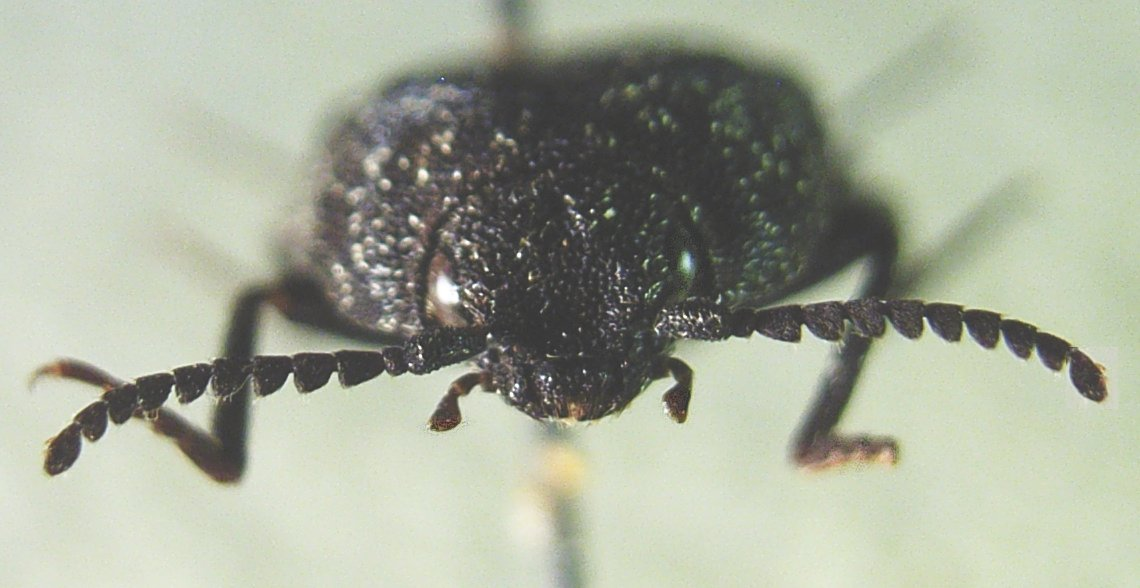
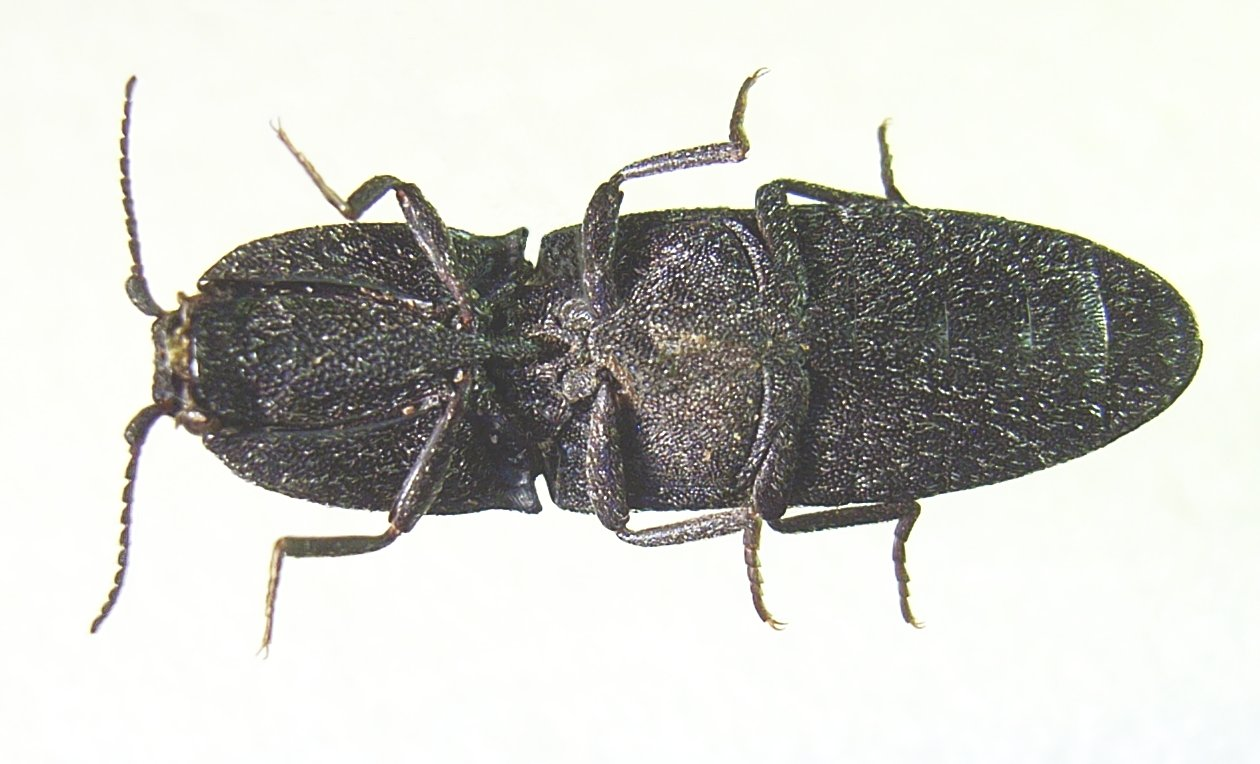
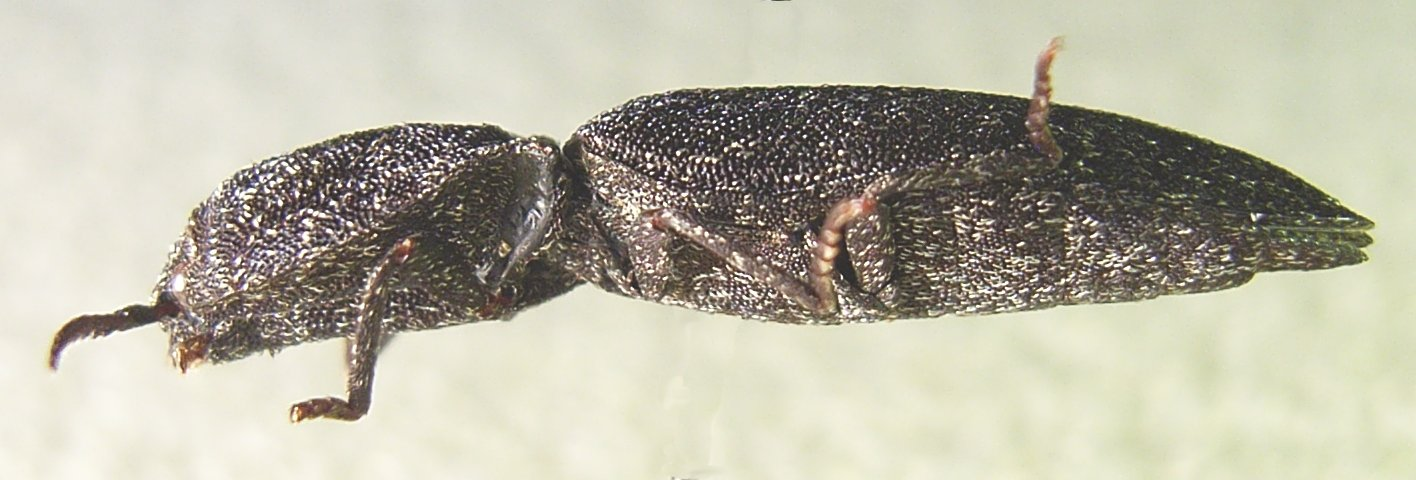
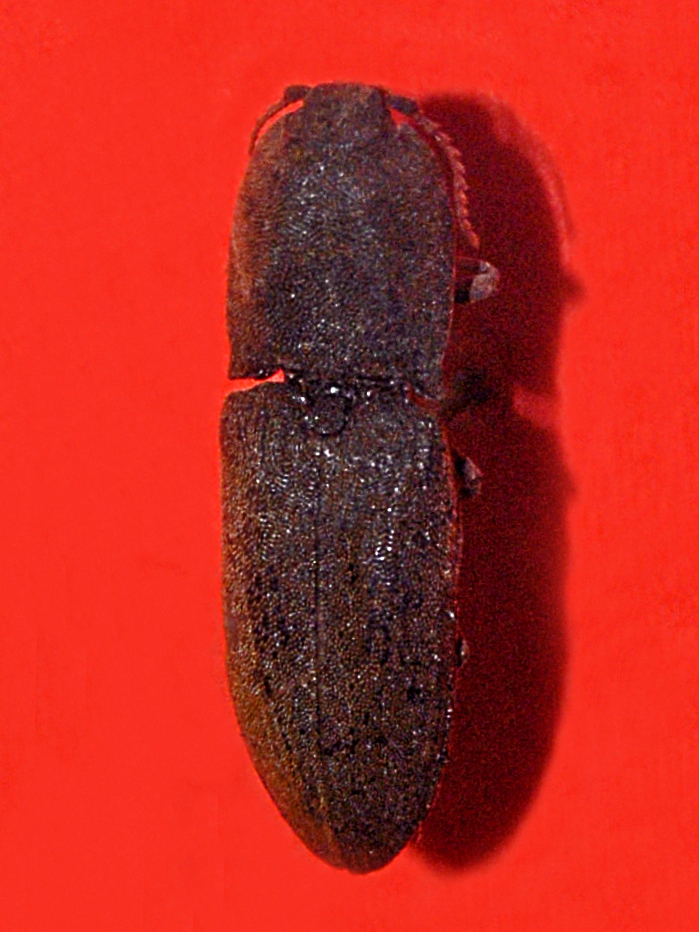